# Hôn nhân cùng giới ở Aguascalientes
Hôn nhân cùng giới đã được hợp pháp ở bang Aguascalientes của Mexico kể từ ngày 2 tháng 4 năm 2019. Vào ngày đó, Tòa án Công lý Tối cao của Quốc gia (SCJN) đánh sập các điều 143, 144 và 113 bis của Bộ luật Dân sự Nhà nước, do đó hợp pháp hóa hôn nhân cùng giới trong tiểu bang.

## Lịch sử

### Hành động lập pháp
Vào tháng 9 năm 2014, nhà lập pháp Cuauhtemoc Escobedo Tejada tuyên bố rằng Đảng của Cách mạng Dân chủ Escobeda Tejada tuyên bố thêm rằng nếu Thống đốc không đưa ra dự luật, PRD sẽ. Vào ngày 4 tháng 11 năm 2014, Escobedo đã trình bày một sáng kiến của liên minh dân sự, xác định quan hệ đối tác là "chung sống, tạo thành di sản, sinh con nếu họ muốn và xử lý các tình huống phát sinh cho một cặp vợ chồng".  Một sáng kiến của công dân về hôn nhân cùng giới đã được trình bày vài tuần trước sáng kiến của anh ấy. Tranh luận về ba sáng kiến với các kế hoạch khác nhau cho hôn nhân và đoàn thể dân sự bắt đầu vào ngày 21 tháng 11 năm 2014.
Vào ngày 15 tháng 6 năm 2016, một nữ nghị sĩ PAN chỉ ra rằng đảng của cô đang chuẩn bị một đề nghị khác của liên minh dân sự và sẽ trình lên Quốc hội khi sẵn sàng. Vào tháng 4 năm 2017, chủ tịch của  Comisión Estirth de Derechos Humanos de Aguascalientes  tuyên bố rằng họ sẽ giới thiệu một đề nghị kết hôn cùng giới mới. Vào tháng 10 năm 2017, một phó giám đốc PRD đã giới thiệu một dự luật hôn nhân cùng giới và vợ lẽ cho Quốc hội tiểu bang.
Vào tháng 4 năm 2018, PAN, người nắm giữ đa số ghế trong Đại hội Aguascalientes, tuyên bố sẽ tiếp tục phản đối hôn nhân cùng giới và không cho phép các dự luật hôn nhân hoặc vợ lẽ được chấp thuận.

### Lệnh
Mặc dù hôn nhân cùng giới không hợp pháp vào thời điểm đó, một số cặp cùng giới có thể kết hôn hợp pháp trong các trường hợp riêng lẻ, thông qua một quá trình gọi là  recurso de amparo .  Amparos thường được gọi là "lệnh" trong tiếng Anh.
Vào tháng 5 năm 2014, một cặp đồng tính nam đã yêu cầu một lệnh cấm đối với Cơ quan đăng ký dân sự trong Aguascalientes vì từ chối cho phép họ kết hôn và chống lại hiến pháp của các phần 143 và 144 của Bộ luật Dân sự. Lệnh đã được phê duyệt vào ngày 29 tháng 8 năm 2014. Một cặp đồng tính nữ cũng đã nộp đơn xin amparo vào tháng 5 và nhận được phản hồi thuận lợi vào ngày 2 tháng 9 năm 2014.
Vào ngày 1 tháng 9 năm 2014, Julián Elizalde Peña, điều phối viên của tổ chức  Colectivo SerGay de Aguascalientes , đã thông báo rằng lệnh thứ ba đã được yêu cầu, vào ngày 3 tháng 9 năm 2014, đám cưới cùng giới đầu tiên được tổ chức tại Aguascalientes.
Vào ngày 13 tháng 10 năm 2014, Elizalde Peña tuyên bố rằng một amparo cá nhân thứ tư đang chờ xử lý và một lệnh cấm tập thể đang được xử lý. Đến tháng 5 năm 2016, bảy lệnh đã được cấp cho các cặp cùng giới trong tiểu bang.  Chín cặp vợ chồng khác đã yêu cầu kết hôn.
Vào tháng 12 năm 2016, một cặp đôi đồng tính khác đã được cấp một amparo, trong khi vào ngày 25 tháng 1 năm 2017, Tòa án quận bốn đã cấp một amparo cho hai người phụ nữ tìm cách kết hôn trong tiểu bang. Vào cuối tháng 11 năm 2017, bốn amparos đã được cấp bởi các tòa án.
Đến tháng 12 năm 2017, 14 cặp cùng giới đã kết hôn tại bang này.. Con số đó đã tăng lên 23 vào năm 2018.

### Hành động vi hiến
Năm 2018, một hành động vi hiến chống lại các điều khoản khác nhau của Bộ luật Dân sự liên quan đến hôn nhân và người vợ lẽ đã được đệ trình trước Tòa án Tối cao Mexico.  Hành động, được trình bày bởi  Comisión Estirth de Derechos Humanos de Aguascalientes , đã thách thức, trong số những điều khác, các điều 143, 144 và 113 bis của Bộ luật, giới hạn hôn nhân với các cặp đôi khác giới nhằm "duy trì loài".
Vào ngày 2 tháng 4 năm 2019, toàn bộ băng ghế của Tòa án Tối cao đã nhất trí vô hiệu hóa lệnh cấm kết hôn của nhà nước, phán quyết nó vô hiệu, không thể thi hành và vi hiến.  Điều này có hiệu quả dẫn đến việc hợp pháp hóa hôn nhân cùng giới ở Aguascalientes. Tòa án còn phán quyết rằng điều 73 của  Luật về an ninh dịch vụ xã hội cho công chức  (tiếng Tây Ban Nha: Ley de Seguridad de Servicios Sociales para los Servidores Públicos) đã vi hiến trong việc giới hạn các dịch vụ an sinh xã hội và y tế đối với các cặp vợ chồng khác giới kết hôn hoặc sống thử. Tòa án cũng đã, một tuần trước đó, cấm công nhận hôn nhân trẻ em.
Một cặp vợ chồng nộp đơn kết hôn cùng ngày khi phán quyết được truyền lại, và kết hôn ngay sau đó. Vào ngày 6 tháng 4, một cặp đôi đồng tính 11 tuổi đã làm lễ trong một buổi lễ Masonic. Aguascalientes trở thành quốc gia Mexico thứ 14 hợp pháp hóa hôn nhân cùng giới.

## Dư luận
Một cuộc thăm dò ý kiến năm 2017 được thực hiện bởi Gabinete de Comunicación Estratégica cho thấy 50% cư dân của Aguascalientes ủng hộ hôn nhân cùng giới. 45% đã phản đối.
Theo một cuộc khảo sát năm 2018 của  Acaduto Nacional de Estadística y Geografía  (INEGI), 36% trong số những người theo chủ nghĩa hôn nhân công khai của Aguascalientes phản đối.